# سیارک ۲۵۰۹۱
سیارک ۲۵۰۹۱ (به انگلیسی: 25091 Sanchez-Claudio، نامگذاری:1998RH41) بیست و پنج هزار و نود و یکمین سیارک کشف شده‌است که در ۱۴ سپتامبر ۱۹۹۸ کشف شد.
قدر مطلق سیارک برابر ۱۴.۸ است.